# BZ Большого Пса
BZ Большого Пса (лат. BZ Canis Majoris) — одиночная переменная звезда в созвездии Большого Пса на расстоянии (вычисленном из значения параллакса) приблизительно 76027 световых лет (около 23310 парсеков) от Солнца. Видимая звёздная величина звезды — от +14,5m до +11,3m.

## Характеристики
BZ Большого Пса — красная пульсирующая переменная S-звезда, мирида (M) спектрального класса S.